# Tommaso (film, 2019)
Pour les articles homonymes, voir Tommaso.
Pour plus de détails, voir Fiche technique et Distribution.
Tommaso est un film italien réalisé par Abel Ferrara, sorti en 2019.

## Synopsis
Tommaso est un artiste qui vit à Rome avec femme et enfant. Le récit est centré sur sa vie quotidienne, ses problèmes de couple, les activités lui permettant de tenir bon après avoir arrêté toute consommation d'alcool et de drogues (pratique du yoga, prises de parole au sein d'un groupe des Alcooliques Anonymes...), ses projets artistiques (il écrit le scénario d'un film à réaliser). Tommaso est à la recherche de sérénité et d'harmonie, mais encore hanté par les colères et les peurs.

## Fiche technique
- Titre français : Tommaso
- Réalisation et scénario : Abel Ferrara
- Costumes : Maya Gili
- Photographie : Peter Zeitlinger
- Montage : Fabio Nunziata
- Musique : Joe Delia
- Pays d'origine : États-Unis
- Format : Couleurs - 35 mm - 2,39:1
- Genre : drame
- Durée : 115 minutes
- Dates de sortie :
  -  France : 20 mai 2019 (Festival de Cannes 2019), 8 janvier 2020 (sortie nationale)

## Distribution
- Willem Dafoe : Tommaso
- Cristina Chiriac : Nikki
- Anna Ferrara : Deedee
- Stella Mastrantonio

## Sortie

### Accueil critique
En France, le site Allociné recense une moyenne des critiques presse de 3,2/5.

## Distinction

### Sélection
- Festival de Cannes 2019 : projection en séance spéciale

## Autour du film
Tommaso est un film autobiographique, une autofiction, même si l'art transcende cette approche. La femme et la fille de Tommaso sont d'ailleurs incarnées par la femme et la fille de Ferrara. Le film a en partie été tourné dans l'appartement romain du cinéaste.
Le scénario auquel travaille le protagoniste est probablement celui du prochain film de Ferrara : Siberia (sortie courant 2020).
Des clins d'oeil émaillent le film : parmi eux, la référence à La Dernière Tentation du Christ de Martin Scorsese dans lequel jouait Willem Dafoe.
Comme le note Enrique Seknadje dans son texte consacré au film, dans la salle où Tommaso donne des cours d'art dramatique sont inscrites à la craie, sur un tableau, des citations de Manlio Sgalambro, d'André Gide, de John Cage. 